# Pommersfelden
Pommersfelden este o comună aflată în districtul Bamberg, landul Bavaria, Germania.

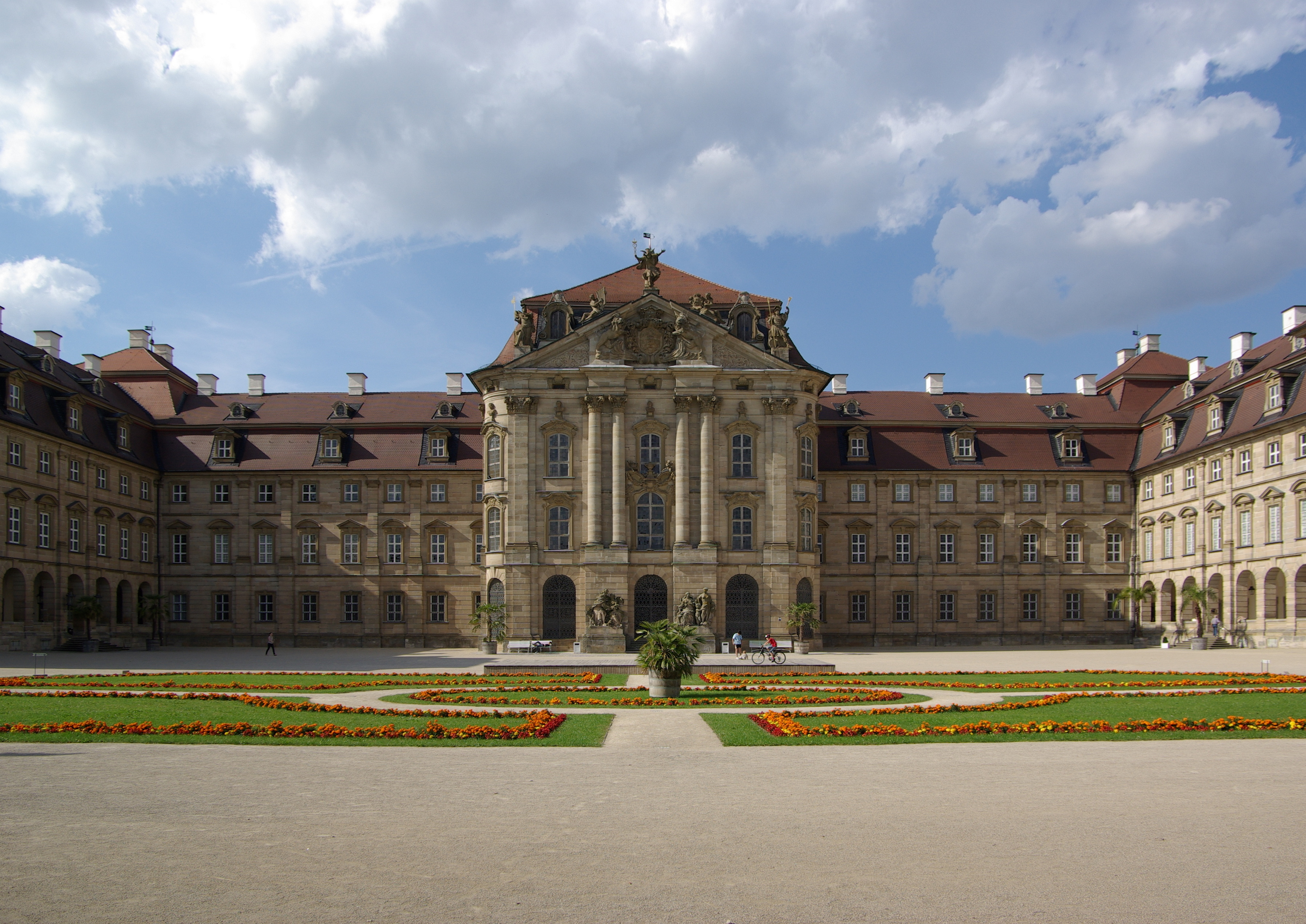
Pommersfelden (castelul Weissenstein)

## Obiective turistice
- Palatul Weißenstein din Pommersfelden a fost construit în prima jumătate a sec. al XVIII-lea de către episcopul de Bamberg Lothar Franz von Schönborn (care a construit și fastuoasa reședință episcopală Neue Rezidenz din orașul Bamberg).